# Macajuba
Macajuba là một đô thị thuộc bang Bahia, Brasil. Đô thị này có diện tích 707,098 km², dân số năm 2007 là 11463 người, mật độ 16,21 người/km².